# Siberiano (gato)
O Siberiano é uma raça centenária (variedade natural) de gato doméstico na Rússia e recentemente desenvolvido como uma raça formal com padrões promulgados em todo o mundo desde o final dos anos 80.
Os siberianos variam de tamanho médio a grande. O nome formal da raça é Gato da Floresta Siberiana, mas geralmente é chamado simplesmente de gato siberiano ou siberiano. Outro nome formal da raça é o Semi-pelo longo de Moscou. O gato é uma raça antiga que agora acredita-se ser ancestral de todos os gatos modernos de pêlo comprido. O gato tem semelhanças com o gato Norueguês da Floresta, com o qual provavelmente está intimamente relacionado. É uma raça natural da Sibéria e do gato nacional da Rússia.Embora tenha começado como uma raça, é hoje seletivamente criada e pedigree hoje em pelo menos sete grandes organizações de criadores e criadores de gatos. A variante colorpoint da raça é chamada de Neva Masquerade por alguns registros, incluindo a Fédération Internationale Féline (FIFé).
O siberiano (junto com o russo azul, balinês, córnico da Rex, Sphynx e vários outros) produz menos Fel d 1 do que outras raças de gatos e, embora certamente não seja completamente assim, costuma ser chamado de hipoalergênico. Um estudo de pesquisa de gatos siberianos nativos da região da Rússia a partir do qual o estoque de raças se originou confirmou que os indivíduos produziram menos Fel d 1 (o mais forte entre os oito alérgenos conhecidos de Fel d produzidos na saliva e na pele do gato e, portanto, encontrados na caspa). gatos não siberianos.

## História
O gato foi mencionado pela primeira vez em um livro de Harrison Wier, que incluía informações dos primeiros shows de gatos na Inglaterra em 1871. Os siberianos chegaram aos Estados Unidos pela primeira vez em 1990. Embora ganhando popularidade, as despesas de importação de gatos da Rússia mantêm a raça relativamente rara fora da Europa.
Na fantasia russa de gatos, cada clube cria seus próprios padrões. Esse fato causou muita confusão nos EUA e em outros países quando os primeiros siberianos estavam chegando e muitos pareciam bem diferentes um do outro, dependendo da região da Rússia de origem. Um dos primeiros padrões siberianos escritos foi divulgado pelo Kotofei Cat Club em São Petersburgo em 1987.

## Corpo
Conhecido por ser um saltador excepcionalmente ágil, o siberiano é um gato forte e poderoso, com quartos traseiros fortes e patas grandes e bem arredondadas e uma cauda completa igualmente grande. Eles têm baús e orelhas de tamanho médio / grande, olhos grandes, testas largas e constituições mais corpulentas do que outros gatos. Os siberianos têm um ligeiro arco nas costas, porque as pernas traseiras são um pouco mais longas que as da frente. Essa forma contribui para sua incrível agilidade e capacidade atlética.

### Pelo

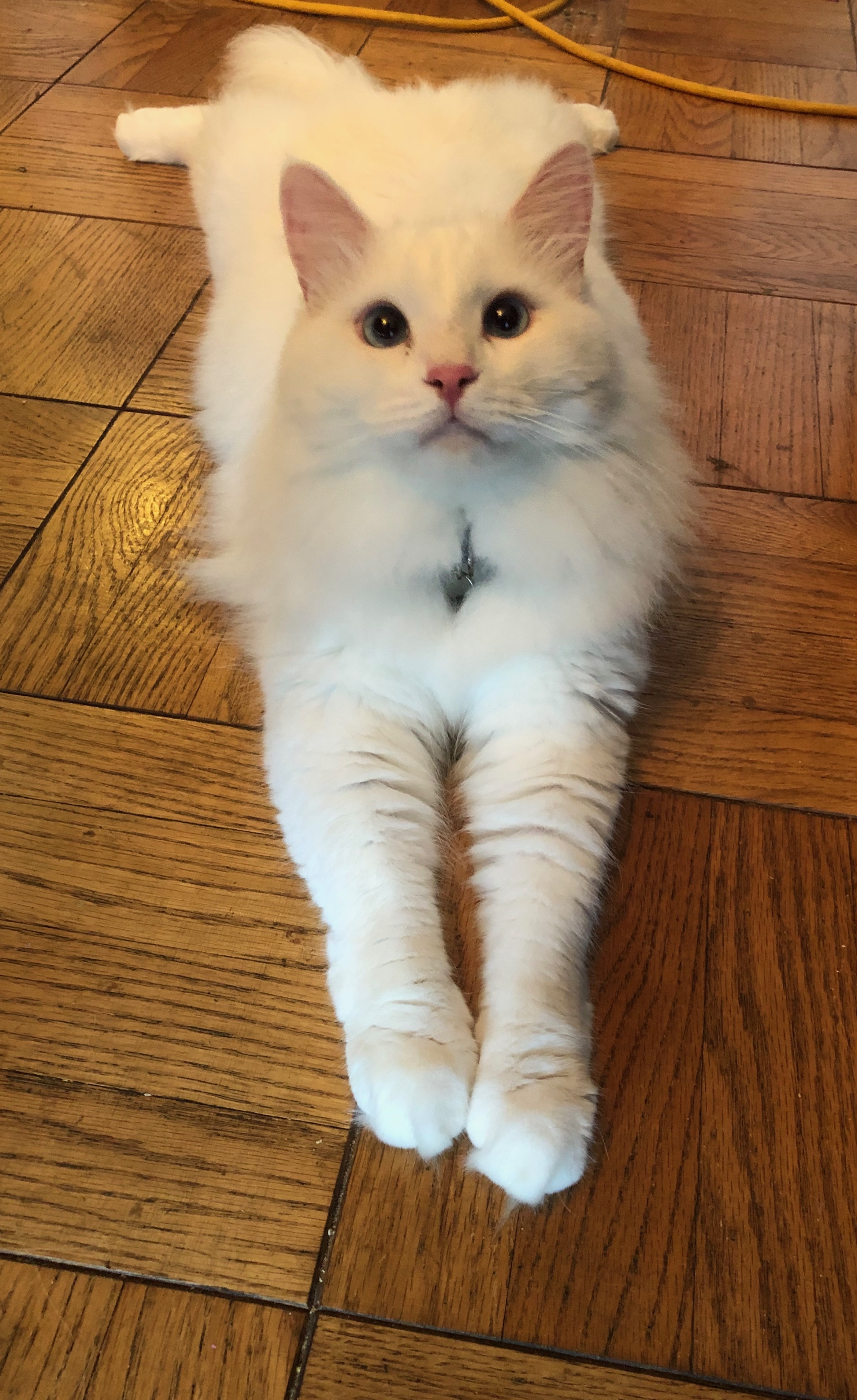
Um gato siberiano macho revestido de branco. Observe os cabelos longos e a forma alongada do gato

Os siberianos expressam os três tipos naturais de pêlo felino: cabelo de guarda, cabelo em pêlo e cabelo caído. Essas três camadas protegem o gato dos extremos climáticos russos e fornecem hoje um casaco resistente e fácil de cuidar. A pele é texturizada, mas brilhante, o que diminui a ocorrência de fosqueamento.
Como na maioria das outras raças de gatos, as variedades de cores da Sibéria variam e todas as cores, como malhado, sólido, carapaça de tartaruga e colorpoint, são geneticamente possíveis. A raça de gato siberiano não possui padrões ou cores de peles incomuns, distintas ou únicas.
A maioria dos criadores, entusiastas, organizações, registros internacionais como TICA e WCF e registros nacionais aceita a coloração de pontos como natural. No entanto, os siberianos de ponto de cor são classificados como uma raça separada, a Neva Masquerade, por alguns registros como a Fédération Internationale Féline (FIFé): Neva para o rio onde se diz ter se originado, e mascarada, para a coloração parecida com uma máscara.
Gatos siberianos mudam uma ou duas vezes por ano. A primeira muda é no final do inverno. A muda de inverno é instigada não por uma mudança de temperatura, mas por uma mudança na duração do dia. Muitos siberianos experimentam um "mini-muda" menos intenso no final da temporada de verão, ao contrário de outros gatos, que experimentam uma "muda pesada" mais de duas vezes por ano.

## Galeria

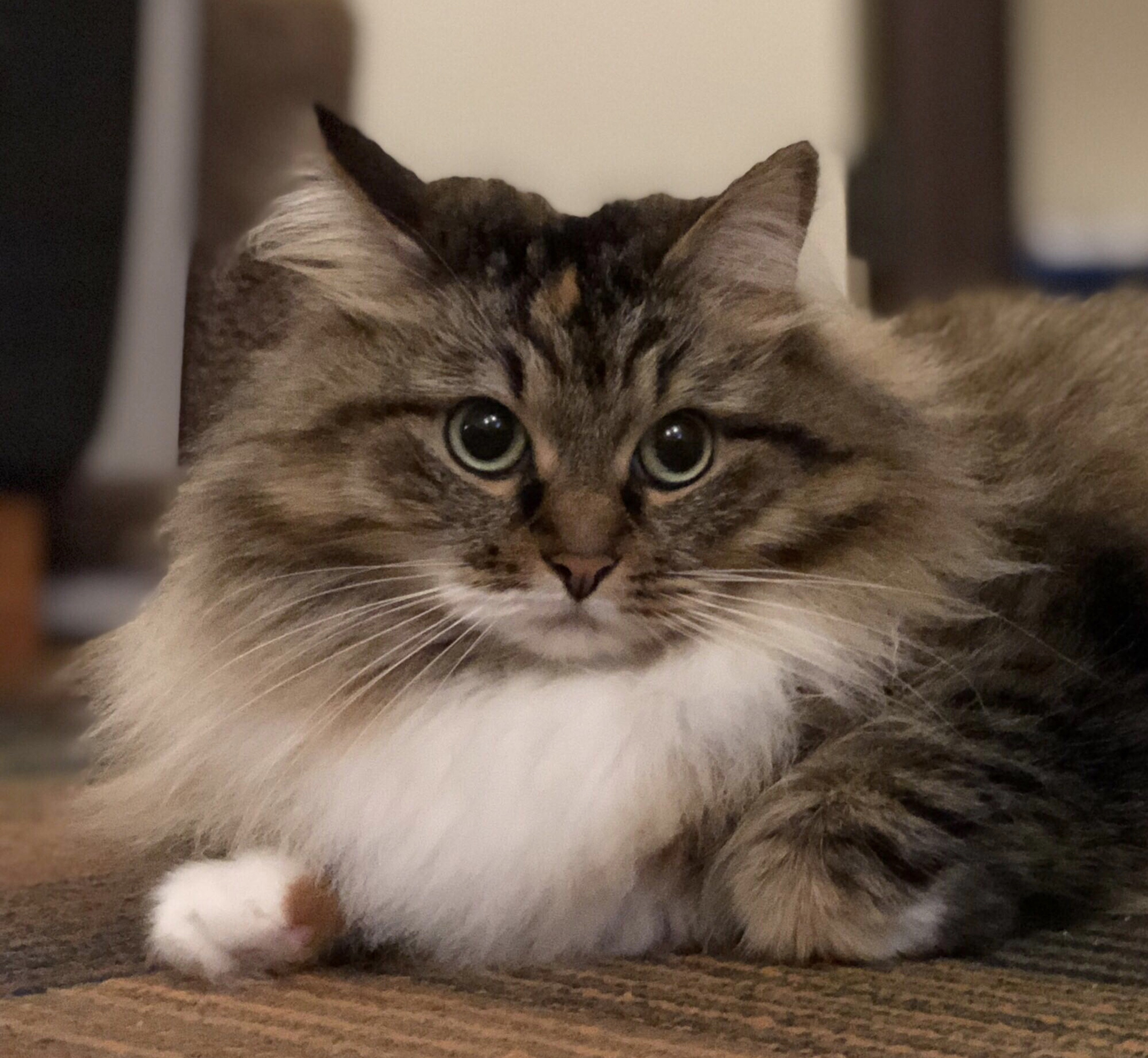
Gato siberiano Calico Tabby de 3 anos
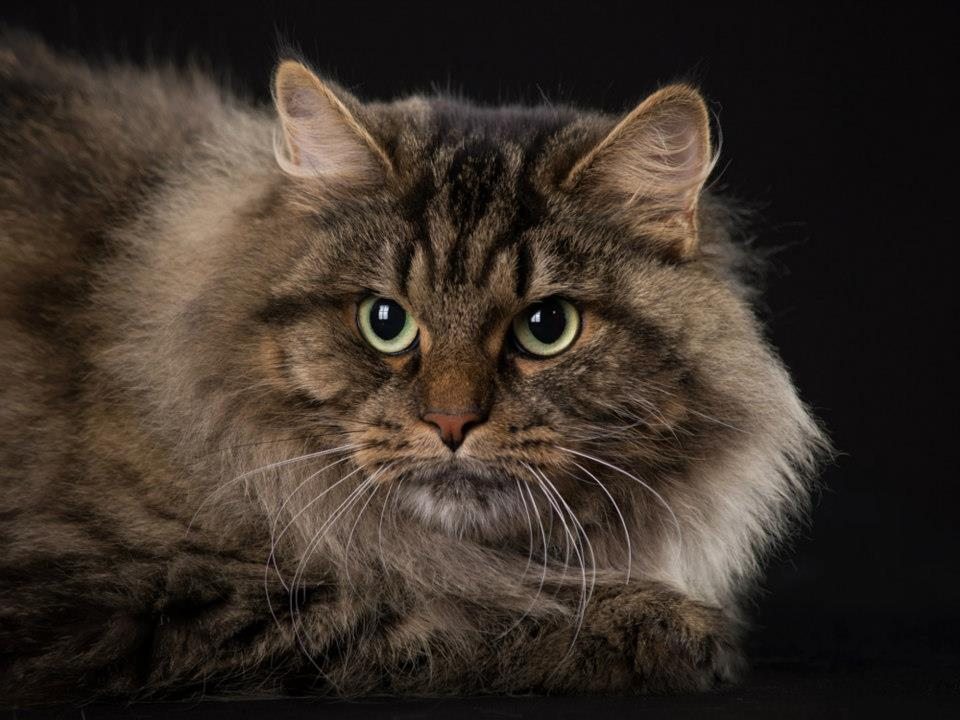
Close-up de gato siberiano
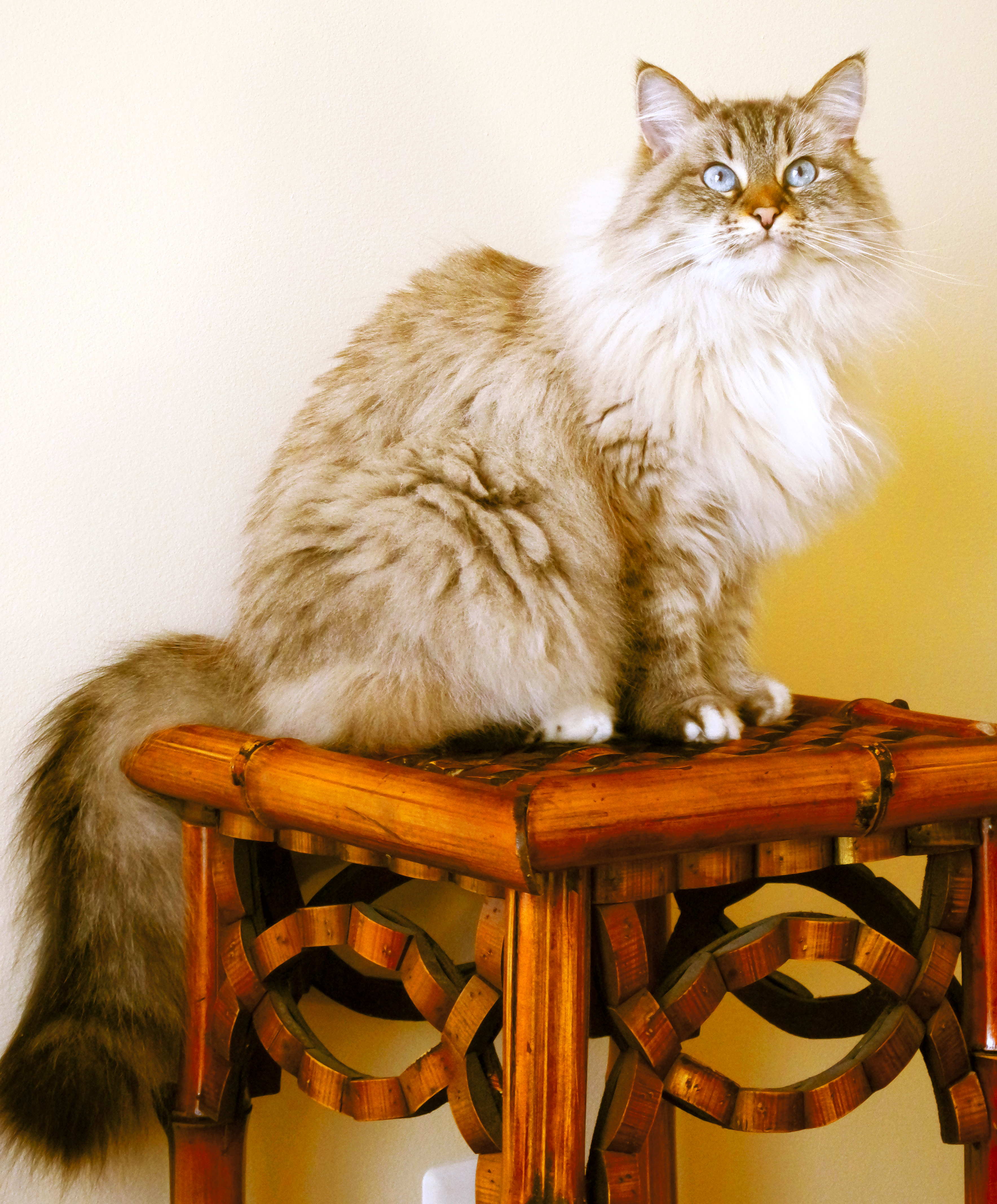
Fêmea de 4 anos de idade Neva Masquerade Colorpoint.
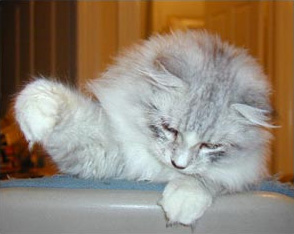
Prata sombreada com gato siberiano branco.
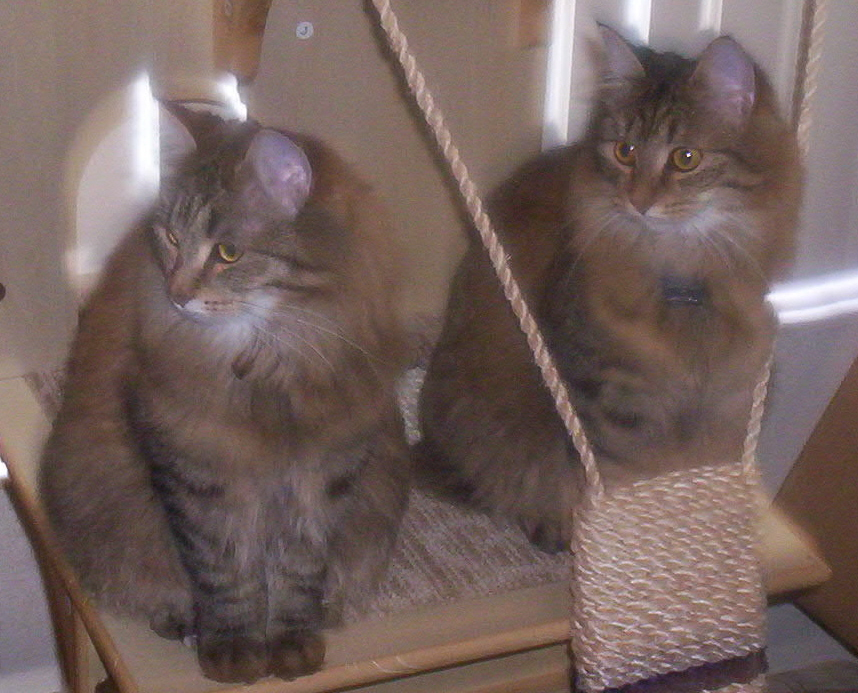
Dois gatinhos siberianos de tabby de cavala marrom.